# Мариано Сабалета
Мариано Сабалета (на испански: Mariano Zabaleta) е аржентински тенисист. 

## Биография
Мариано Сабалета е роден на 28 февруари 1978 г. в Тандил, Аржентина.

## Кариера
Мариано Сабалета, като юноша през 1995 г. завършва годината като номер 1 с рекорд за юноши на сингъл от 84–7 (достига също до номер 10 на двойки), единствената му загуба през 1995 г. е от Питър Веселс в четвъртфинала на Откритото първенство на САЩ.

## Кариерна статистика

#### Финали натурнири от сериите Мастърс(1)
| година | турнир         | съперник във финала | резултат                          |
| ------ | -------------- | ------------------- | --------------------------------- |
| 1999   | Германия Оупън | Марсело Риос        | 7–6(7–5), 5–7, 7–5, 6–7(5–7), 2–6 |

### ATP финали (3 титли; 8 финала)
|        | П–З | Година | Турнир                 | Клас           | Настилка | Опонент         | Резултат                          |
| ------ | --- | ------ | ---------------------- | -------------- | -------- | --------------- | --------------------------------- |
| Победа | 1–0 | 1998   | Банколумбия Оупън      | Световни серии | Клей     | Рамон Делгадо   | 6–4, 6–4                          |
| Загуба | 1–1 | 1999   | Германия Оупън         | Супер 9        | Клей     | Марсело Риос    | 7–6(7–5), 5–7, 7–5, 6–7(5–7), 2–6 |
| Загуба | 1–2 | 1999   | Хипо Груп Интернешънъл | Световни серии | Клей     | Марсело Риос    | 4–4 отказва се                    |
| Загуба | 1–3 | 1999   | Нидерландия Оупън      | Световни серии | Клей     | Юнес Ел Айнауи  | 0–6, 3–6                          |
| Загуба | 1–4 | 2003   | Мексико Оупън          | Межд. Голд     | Клей     | Агустин Калери  | 5–7, 6–3, 3–6                     |
| Победа | 2–4 | 2003   | Швеция Оупън           | Международни   | Клей     | Николас Лапенти | 6–3, 6–4                          |
| Победа | 3–4 | 2004   | Швеция Оупън           | Международни   | Клей     | Гастон Гаудио   | 6–1, 4–6, 7–6(7–4)                |
| Загуба | 3–5 | 2007   | Ю Ес Клей Чемпиъншипс  | Международни   | Клей     | Иво Карлович    | 4–6, 1–6                          |